# Gil Blumstein
Gil Blumenshtein (hebr. גיל בלומשטיין, ur. 20 maja 1990 Izrael) – izraelski piłkarz posiadający polskie obywatelstwo, grający na pozycji pomocnika. Obecnie bez klubu.

## Kariera klubowa
Blumenshtein rozpoczynał piłkarską karierę w klubie Beitar Nes Tubruk, następnie przeniósł się do hiszpańskiego Villarreal CF, gdzie występował dwa lata w młodzieżowych drużynach tego klubu postanowił wrócić do Izraela gdzie podpisał  roczny kontrakt z Hapoel Ironi Rishon LeZion. W lecie 2007 roku pojechał do belgijskiego klubu K.A.A. Gent, gdzie spędził tylko pół roku gdzie wrócił do Izraela i podpisał kontrakt z Maccabi Netanja.
Latem 2008 roku Blumenshtein podpisał swój pierwszy kontrakt z Maccabi Petach Tikwa, ale nie udało mu się zadebiutować z w tym klubie i po roku został sprzedany do Hapoel Beer Szewa, gdzie zadebiutował 26 września 2009 przeciwko swojemu dawnemu klubowi.  W dniu 5 lipca 2010 roku do Scottish Premier League, Inverness Caledonian Thistle.
W lecie 2011 roku Blumenshtein był na testach w niemieckim klubie Dynamo Drezno, a pod koniec października był na testach w TSV 1860 Monachium, gdzie pozostawił pozytywne wrażenie.